# Erora
Genre
Le genre Erora regroupe des lépidoptères (papillons) de la famille des Lycaenidae et de la sous-famille des Theclinae.

## Dénomination
Le nom d’Erora a été donné par Scudder en 1872.

## Caractéristiques communes
Ils résident en Amérique.

## Liste des espèces et sous-espèces
- Erora aura (Godman & Salvin, [1887]); au Mexique et au Costa Rica.
- Erora badeta (Hewitson, 1873); au Mexique et en Guyane.
- Erora biblia (Hewitson, 1868); au Brésil et au Paraguay et en Guyane.
- Erora caespes (Druce, 1907); en Bolivie.
- Erora campa (Jones, 1912); au Brésil.
- Erora carla (Schaus, 1902); au Mexique, en Colombie et au Brésil.
- Erora facuna (Hewitson, 1877)
- Erora gabina (Godman & Salvin, [1887]); au Mexique, en Costa Rica et à Panama.
- Erora laeta (Edwards, 1862); du Canada (Québec) au Mexique.
- Erora lampetia (Godman & Salvin, [1887]) au Costa Rica.
- Erora lorina (Hewitson, 1874); au Venezuela.
- Erora melba (Hewitson, 1877); au Brésil.
- Erora muridosca (Dyar, 1918); au Mexique.
- Erora nana (C. & R. Felder, 1865); en Colombie et en Guyane.
- Erora nitetis (Godman & Salvin, [1887]); au Mexique.
- Erora opisena (Druce, 1912); au Mexique et en Colombie.
- Erora phrosine (Druce, 1909); au Pérou.
- Erora quaderna (Hewitson, 1868); au Mexique.
- Erora senta (Draudt, 1920); en Colombie.
- Erora subflorens (Schaus, 1913); au Mexique et au Costa Rica.
- Erora tella (Schaus, 1902) ; au Brésil.
- Erora sp.